# Vaux les Huguenots

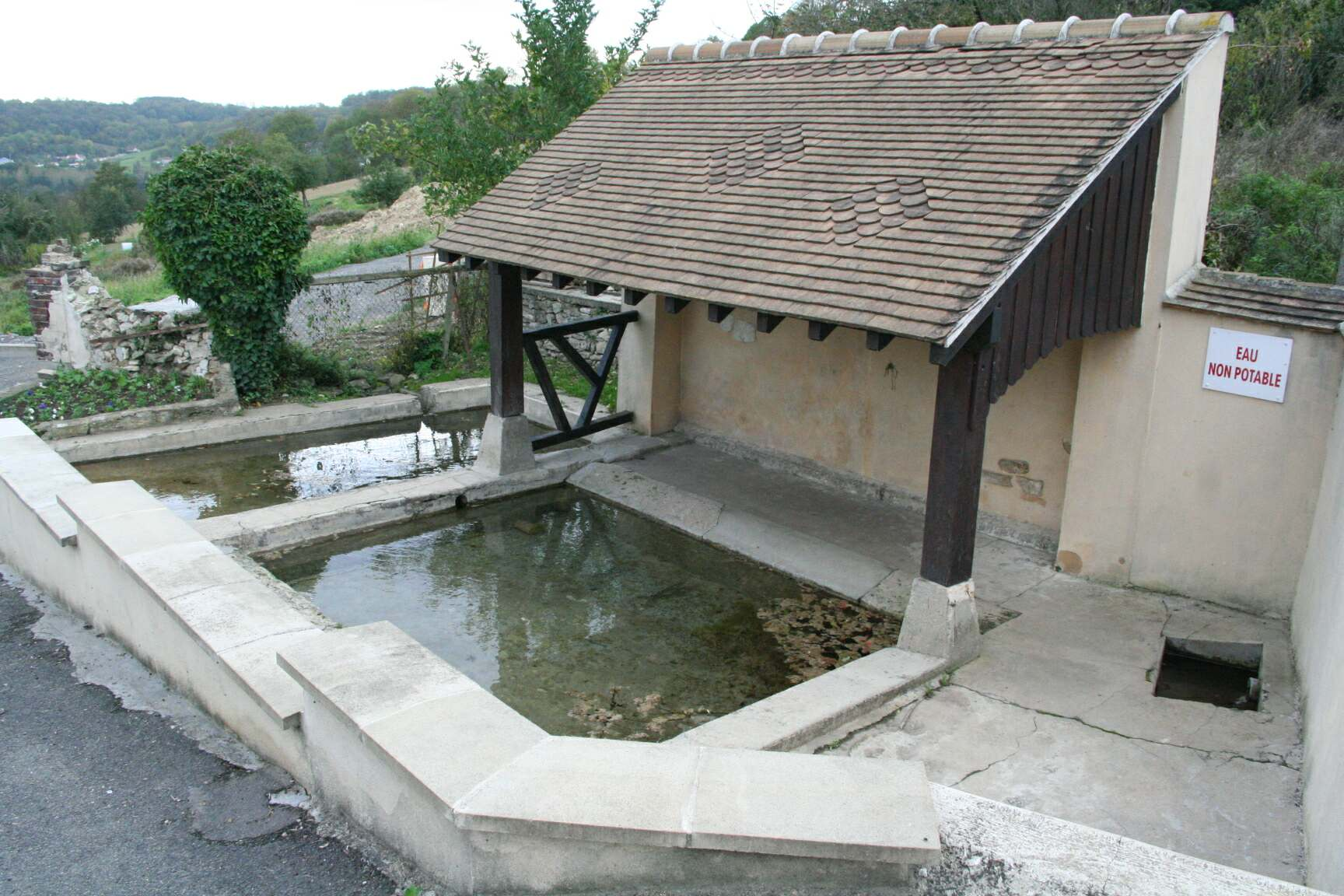
Le lavoir de Vaux les Huguenots

Vaux les Huguenots est un hameau de la commune d'Aubergenville, dans les Yvelines en France.
À environ deux km des premières habitations d'Aubergenville, il est situé au creux d'un petit vallon exposé au sud-ouest, dominé au nord-est par les hauts d'Aubergenville (domaine du château de Montgardé) et de Nézel et à l'est par l'extrémité de la forêt des Alluets et le village de Bazemont.
Il peut être traversé grâce à une route tortueuse, en deux tronçons, la partie haute de la rue des Huguenots qui mène, vers le nord-est, au quartier de la résidence d'Acosta à Aubergenville, et la rue des Saules qui mène, vers le sud-ouest, à la vallée de la Mauldre où passe la route départementale 191 qui permet de rejoindre Nézel vers le nord et Aulnay-sur-Mauldre vers le sud.
Quelques petites rues adjacentes émaillent le hameau comme la rue des Rouliers, la ruelle de la Maison au Veau ou la côte des Masures.

## Histoire

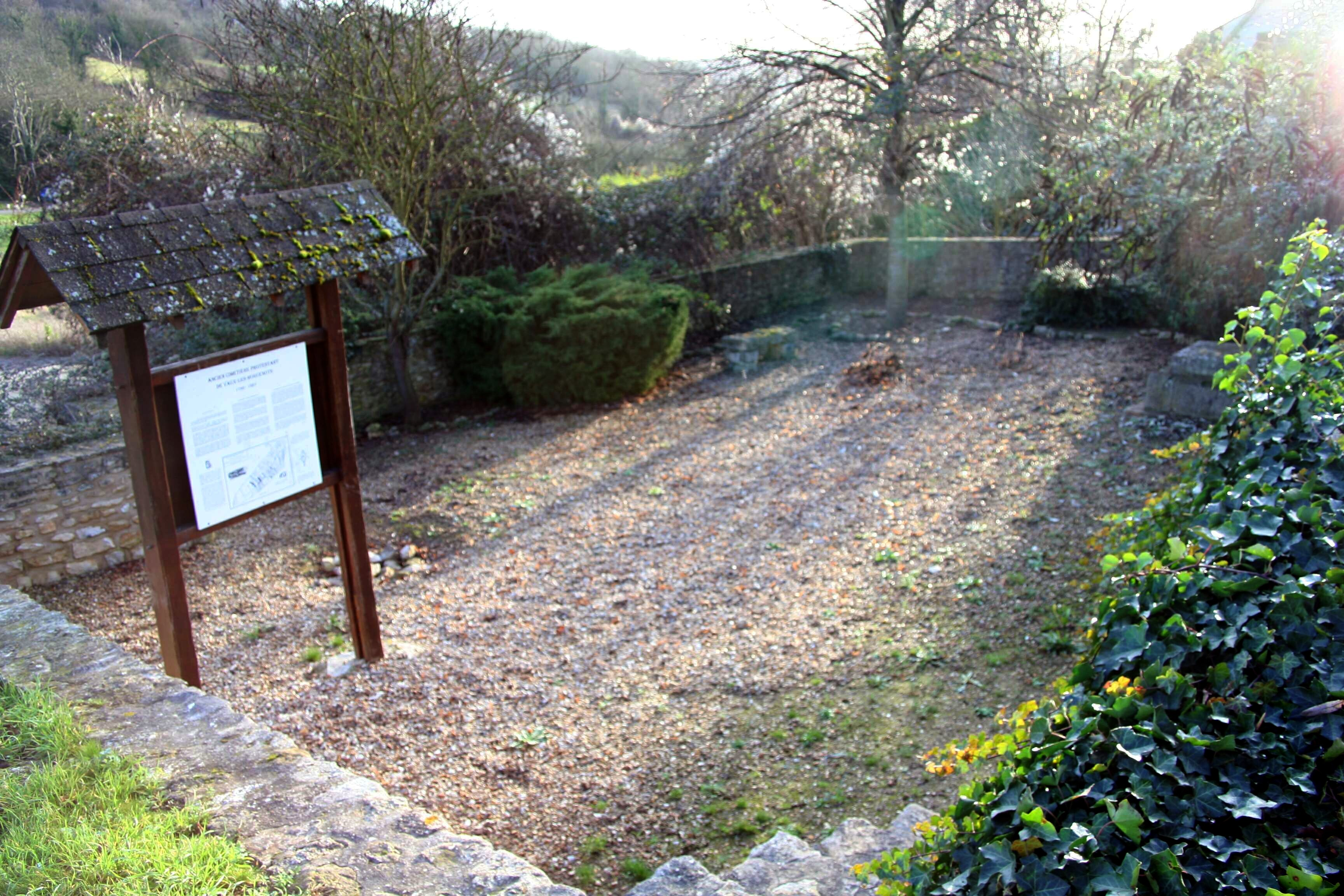
Ancien cimetière protestant

Le hameau a abrité une communauté protestante à la fin du XVIe et au début du XVIIe siècle. L'origine de cette communauté est incertaine. Il n'en reste pas moins qu'à la suite du massacre de la Saint-Barthélemy, les Huguenots, dans un Mantois pour le moins hostile aux Réformés, ont cherché à s'isoler de la population et ont certainement profité de la solitude de ce vallon pour s'y installer. En 1788, il ne restait que cinq couples protestants dans le hameau.

## Culture
- Lavoir fleuri, en pierre et en bois.
- Ancien cimetière protestant.
- Temple protestant édifié en 1842, il est aujourd'hui en ruine.